# Cascades de l'Iguaçú
Les cascades de l'Iguaçú (en guaraní Chororo Yguasu, en portuguès Cataratas do Iguaçu, en castellà Cataratas del Iguazú) són un conjunt de vora 275 salts d'aigua al riu Iguaçú, afluent del Paranà. Formen part de les set meravelles naturals del món.

## Geografia
El tram final del riu Iguaçú, des de la desembocadura del Santo Antônio / San Antonio, conforma la frontera argentino-brasilera, de forma que les cascades també són compartides per ambdós països. A l'Argentina (província de Misiones), es troben el 80% dels salts, mentre que el Brasil (estat de Paranà) compta amb el 20% restant. Les ciutats més properes són Puerto Iguazú (Argentina) i Foz do Iguaçu (Brasil), a més de Presidente Franco i Ciudad del Este (departament d'Alto Paranà, Paraguai), situades a la riba occidental del riu Paraná.

Les cascades formen part de dos parcs nacionals (l'argentí, anomenat Parque Nacional Iguazú, creat el 1934, i el brasiler, el Parque Nacional do Iguaçú, creat el 1939) que ocupen unes 250.000 ha de selva subtropical, establerts amb l'objectiu d'administrar i protegir el cabal d'aigua de les cascades i el conjunt mediambiental del seu entorn. Tots dos parcs van ser declarats Patrimoni de la Humanitat: primer l'argentí, el 1984 i després el brasiler, el 1986.

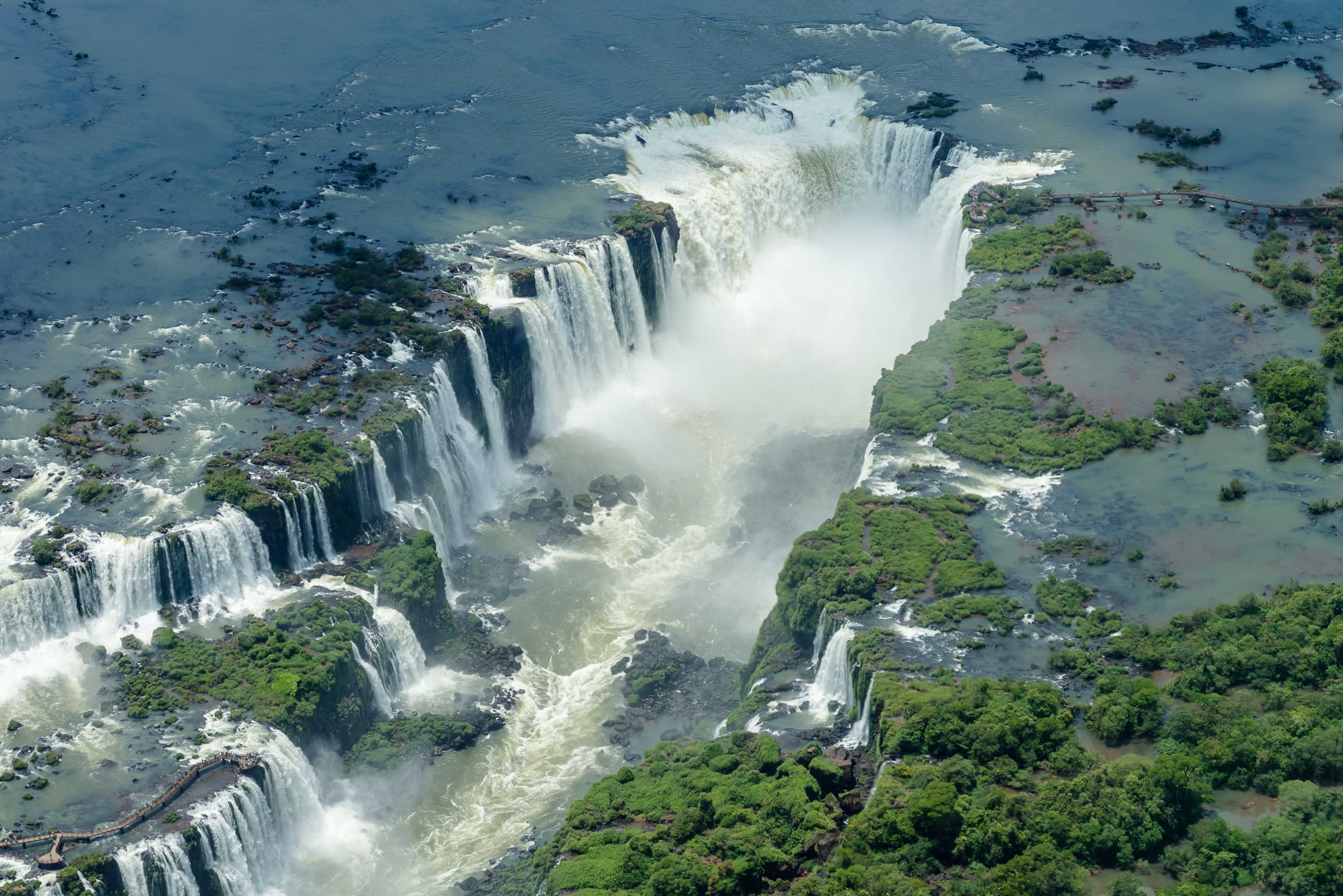
Vista aèria dels salts d'aigua.

Els prop de 275 salts d'aigua transcorren al llarg de 2,7 km del riu Iguaçú, que es precipita a una altura de més de 70 metres. Hi destaca entremig l'anomenada Gorja del Diable (Garganta do Diabo / Garganta del Diablo), un canyó en forma d'«U» invertida, amb 150 metres d'amplada i 80 metres d'alçada. El saltant més gran, majestuós i impressionant és el Salt de la Unió (Salto União / Salto Unión), dividit per la línia fronterera entre els dos estats sud-americans. La major part de les cascades són en territori argentí, tot i que és des de la banda brasilera d'on s'obtenen les més belles panoràmiques. En tot el món són només comparables amb les cascades Victòria, a l'Àfrica Austral.
En l'època de pluges arriben a ser les terceres del món en volum d'aigua, car el riu pot arribar a augmentar el seu cabal fins a deu cops. Segons els registres històrics, l'any que es va registrar un major cabal d'aigua va ser el 2014, mentre que l'any amb menor quantitat d'aigua fou el 1978.
La fauna existent en les cascades de l'Iguaçú està composta per 450 espècies d'aus, 80 espècies de mamífers, gran varietat d'insectes i dins de la fauna fluvial podem trobar caimans, tortugues, garses i peixos. Dins de les espècies d'aus que s'hi troben, destaquen els falciots de les cascades, que són l'espècie més representativa de l'indret; també es troba el tucà gran, que és un dels cinc tipus de tucans que existeixen a la zona. Les cascades representen un refugi per alguns animals que es troben en perill d'extinció, com jaguar, tapir, ocelot, gat margay, formiguer, iacutinga, àguiles o el caiman de morro ample.

## Història
Habitualment es considera que el primer europeu en descobrir les cascades de l'Iguaçú fou l'adelantado andalús Álvaro Núñez Cabeza de Vaca, el 1542. No obstant, altres fonts citen Aleixo Garcia, qui en 1524 va realitzar una expedició fins a Bolívia i podria haver vist també els salts.
A inicis del segle xvii van arribar els primers missioners jesuïtes a la regió, que van iniciar el procés evangelitzador dels guaranís. Després de l'expulsió de l'Ordre de la Companyia de Jesús el 1768, el territori torna a quedar sense la presència dels colonitzadors. L'any 1882 es realitza una expedició prospectiva per avaluar la possibilitat d'establir nous assentaments a la conca del Paraná. Dirigits per Carlos Bossetti i Jordan Hummel, redescobreixen el lloc, que des de llavors s'ha convertit en un reclam turístic i científic.

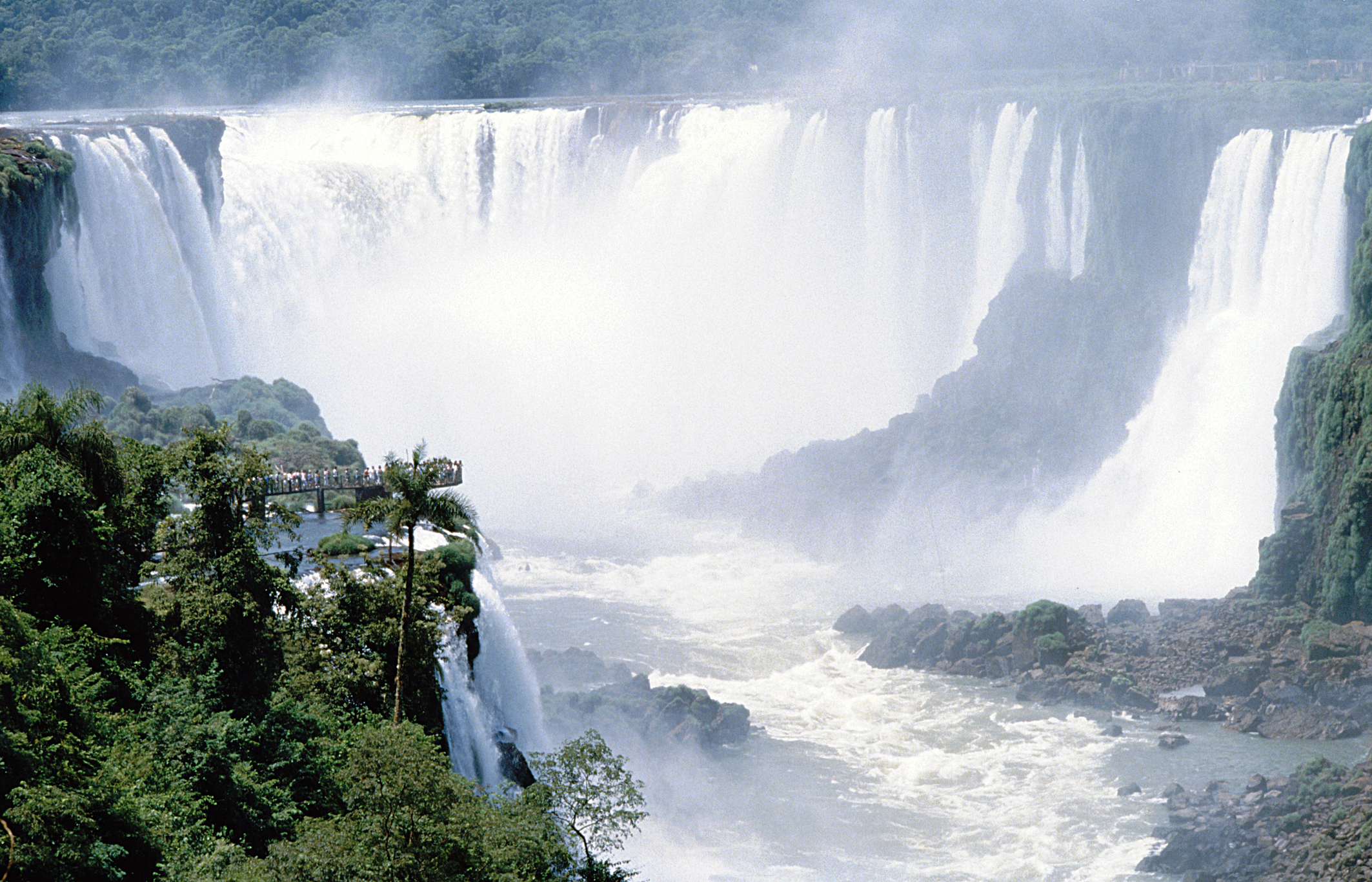
A l'esquerra, la banda brasilera; a la dreta, l'argentina, i al mig la Gorja del Diable

El nom Iguaçú prové del guaraní. Deriva de la unió dels mots y («aigua», «riu») i guasu («gran»), i significa literalment «aigua gran», per tant «riu de grans aigües». Existeix una llegenda sobre la formació de les cascades: la serp gegant Boi (també dita M'Boi) exigia cada any el sacrifici d'una jove. Naipi, que havia de ser entregada a la serp, va decidir fugir amb el seu amant Tarobá en una canoa, riu avall. Boi, enrabiada, va tallar el riu per la meitat, provocant els salts d'aigua i condemnant a la parella a una caiguda eterna. Tarobá està representat per la selva que voreja el riu, mentre que la melena de Naipí és l'aigua que es precipita contínuament.
L'any 1944, la primera dama dels EUA, Eleanor Roosevelt en veure les cascades exclamà Pobre Niagara!, comparant-les amb les Cascades del Niàgara, en la frontera entre els Estats Units i el Canadà.
L'any 2011, va ser triada com una de les set meravelles naturals del món, després d'una votació que va superar els 100 milions de participants.

## Turisme
Les cascades de l'Iguaçú són el principal centre turístic de les regions nord-est d'Argentina i sud del Brasil i un dels més visitats d'ambdós països. Al seu voltant es poden fer diferents passejades, la majoria del cantó argentí, encara que des del costat brasiler es té una excepcional vista panoràmica. Dins del parc argentí es troba l'Hotel Gran Meliá Iguazú (antic Sheraton), que compta amb una vista privilegiada de la Gorja del Diable i dels salts brasilers.
A continuació es detallen diverses rutes que es poden fer des de la riba argentina:
- Passeig Inferior

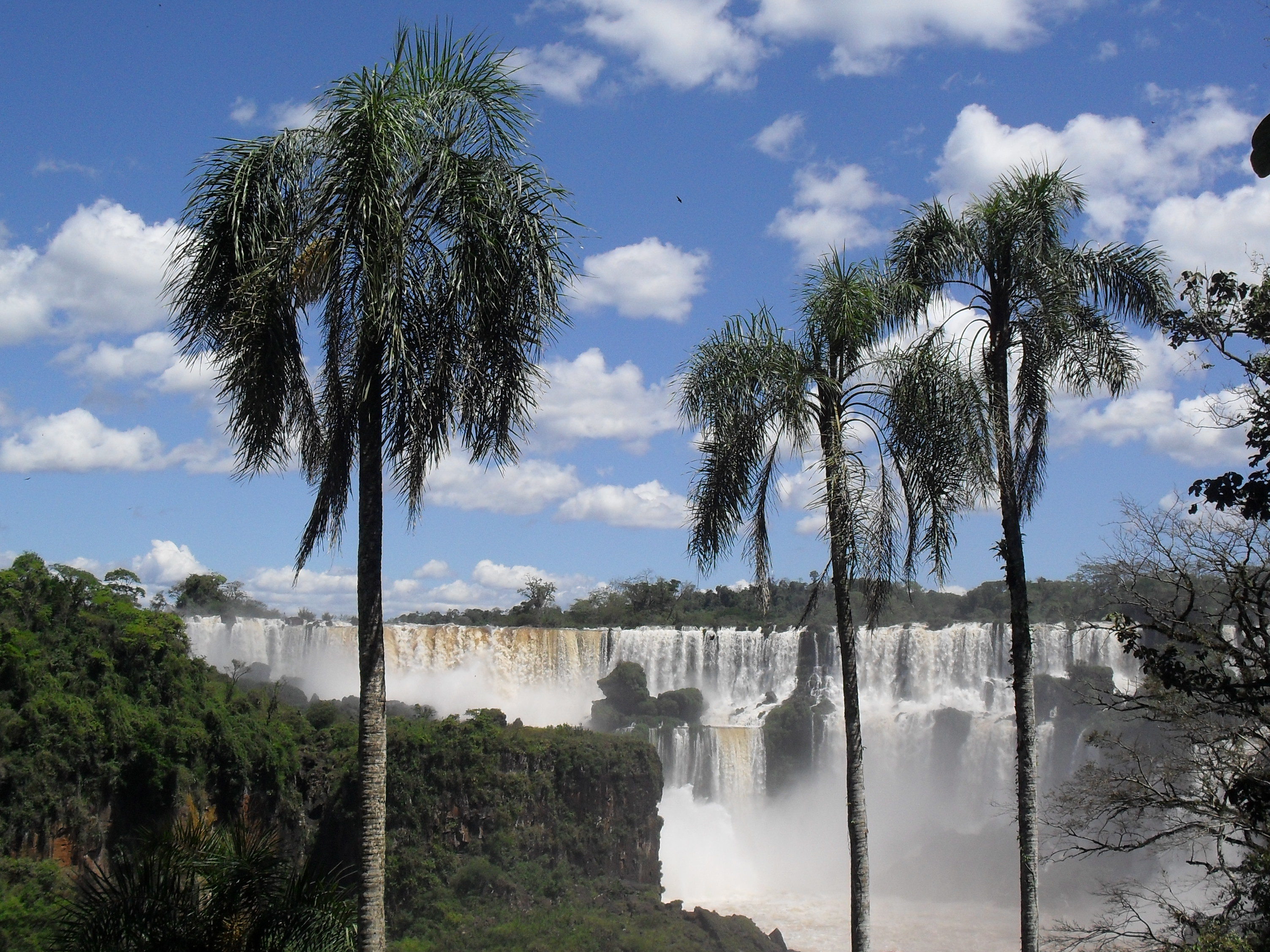
Vista de les cascades de l'Iguaçú des del mirador que es troba en el circuit inferior.

Partint des del mirador, que recorda per la seva figura a un far i es destaca de l'entorn pel seu color blanc, es descendeix per nombroses escalinates (algunes van ser tallades en la mateixa roca) cap al riu Iguaçú i es transita per una bella senda pedestre.
La visita comença pel salt Lanusse i, passant pel salt Álvar Núñez Cabeza de Vaca, s'arriba a un punt panoràmic des d'on s'obté una primera vista de la Gorja del Diable. Avançant una mica més, s'observa l'illa San Martín i, a la seva dreta, el salt homònim. Al final de la senda es troba el salt Bossetti. Allí el vapor d'aigua produït pel xoc de l'aigua contra les roques forma una tènue però incessant pluja.
Baixant per la sendera cap a Punta Peligro es pot agafar una embarcació, navegar pel riu Iguaçú i dirigir-se cap a l'illa San Martín. Ja de volta, es passa pel salt Dues Germanes, on antigament es podia gaudir d'un refrescant bany en l'enorme piscina natural que es forma a la seva base, activitat que actualment està prohibida.
- Passeig Superior

Partint des del mateix punt inicial, es recorre la part superior de les caigudes d'aigua. El punt d'observació des d'un nivell més alt canvia per complet la visió del paisatge.
D'aquesta manera es visita novament el Salt Dues Germanes, el Bossetti i el Chico, fins a arribar a la imponent Gorja del Diable. En aquest lloc, on l'aigua cau des d'aproximadament 70 metres d'altura, sorprèn l'eixordador bram de l'aigua.
- Gorja del Diable

A la Gorja del Diable s'accedeix a través del Tren de les Cascades, baixant en l'Estació Gorja del Diable. A partir d'allà es realitza una caminada per la nova passarel·la, que serpenteja entre les illes, recorrent 1.100 metres fins a les àmplies balconades situades a les vores, davant la gorja.
- Illa San Martín

Anys enrere, era possible arribar a l'Illa de San Martín a través d'un servei de llanxes que sortien des del circuit inferior. Des d'aquell punt es podia gaudir d'una vista panoràmica de la Gorja del Diable, de la Ventana i del salt San Martín. En l'actualitat, no es permet desembarcar a l'illa.
- Sendera Macuco

Aquesta ruta de senderisme és una de les sortides tradicionals per als amants de l'observació de la naturalesa. Una antiga pista forestal de 3.600 m de longitud travessant la selva, amb accés a una cascada amb 20 m de caiguda, en ple bosc. És una oportunitat per conèixer la selva, i albirar tinamús (macucos), micos platirrins, coatís, guans, una infinitat d'insectes i, ocasionalment, serps de corall. Passejant per la senda Macuco es pot veure el Salt Arrechea.

## Altres informacions
Uns 25 km després de les cascades, el riu Iguaçú desemboca al Paraná, formant el trifini entre Paraguia, Argentina i Brasil. Remuntant el riu Paranà, també a uns 25 km des d'aquell punt, es troba la presa d'Itaipú, inaugurada el 1984. Va ser la central hidroelèctrica més gran del món fins al 2012, quan va ser superada per la presa de les Tres Gorges xinesa.
Les cascades han sigut l'escenari de diverses obres cinematogràfiques:
- Fúria a Bahia (1965)
- Moonraker (1979)
- La missió (1986)
- Baraka (1992)
- Happy Together (1997)
- Miami Vice (2006)
- Earth (2007)
- Indiana Jones i el regne de la calavera de cristall (2008)
- OSS 117: Rio ne répond plus (2009)

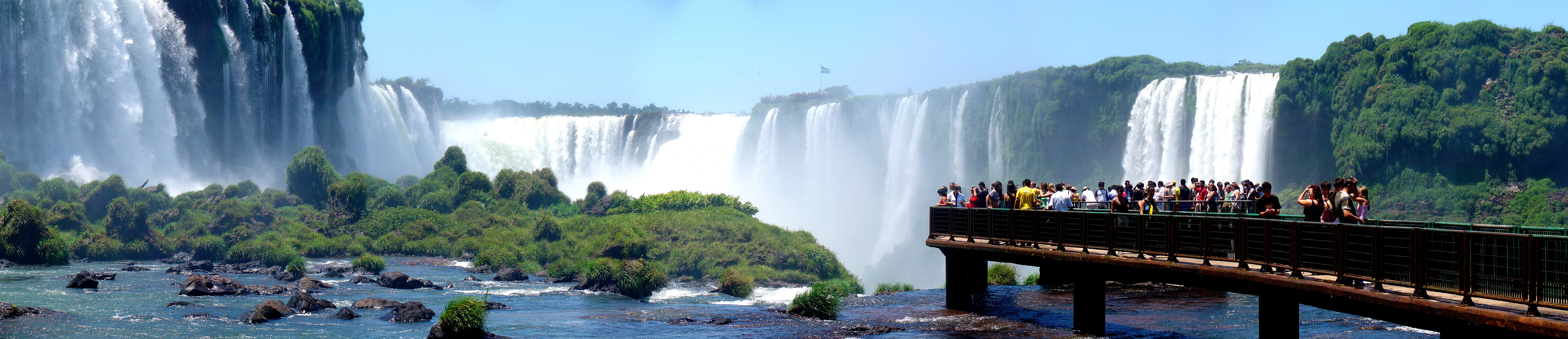
L'illa de San Martín, al centre de les cascades, amb la part argentina al fons

- À cœur ouvert (2011)
- Black Panther (2018)